# 钝尾两头蛇
钝尾两头蛇（学名：Calamaria septentrionalis）为游蛇科两头蛇属的爬行动物，俗名双头蛇、越王蛇、两头蛇、枳首蛇；无毒。

## 特征
全长25～32厘米；背面为灰黑色或灰褐色；颈部有黄色斑纹；腹部为呈红色，散布黑点。头尾粗细相似，尾部圆钝，有与颈部相同的黄色斑纹，颇像头部，并且有与头部相同的行动习性。

## 分布
分布于越南以及中国大陆的浙江、江苏、安徽、福建、江西、湖南、广西、贵州等地，多生活于高山或平原低地以及隐匿于泥土下。该物种的模式产地在香港和江西九江。

## 保护
本种于2023年被收录入《有重要生态、科学、社会价值的陆生野生动物名录》。